# تومي (تشيلي)
تومي ( تلفظ بالإسبانية: ‎/toˈme/‏ ) هي مدينة ساحلية وبلدية في منطقة بيو بيو في تشيلي. يحدها كويليميو من الشمال، رانكيل وفلوريدا من الشرق، بينكو من الجنوب، والمحيط الهادئ من الغرب. يعتمد الاقتصاد المحلي بشكل أساسي على صناعة المنسوجات وصناعة الأسماك.

## التركيبة السكانية
وفقًا لتعداد عام 2002 الذي أجراه المعهد الوطني للإحصاء، تمتد تومي على مساحة 494.5 كيلومتر مربع (191 ميل2) ويقطنها نحو 52440 نسمة (25263 رجلاً و 27177 امرأة). يعيش منهم نحو 45959 (87.6٪) في المناطق الحضرية و 6481 (12.4٪) في المناطق الريفية. ارتفع عدد السكان بنسبة 6.4٪ (3156 نسمة) بين تعدادي 1992 و 2002.
تضم البلدية بلدات رافائيل ومينك وكوتشولغو وبونتا دي بارا وديشاتو.

## التعليم
في السابق كان في المنطقة مدرسة ألمانية. أما الآن فيوجد في المدينة العديد من المدارس الابتدائية والثانوية الجيدة. تقع جامعة كونثيبثيون، وهي واحدة من أفضل الجامعات في تشيلي، على بعد 30 دقيقة من البلدة. 

## روابط خارجية
- باللغة الإسبانية بلدية تومي

قالب:Concepcion